# إبيفاني برينس
إبيفاني برينس (بالإنجليزية: Epiphanny Prince) مواليد 11 يناير 1988 في نيويورك، هي لاعبة كرة سلة أمريكية سابقة. بدأت مسيرتها الاحترافية في سنة 2010. تم اختيارها من قبل فريق شيكاغو سكاي خلال الدرافت. لعبت مع فريق نيويورك ليبرتي في دوري الاتحاد الوطني لكرة السلة النسائية. وحملت الرقم 10. شاركت مرتين في مباراة كل النجوم.

## المسيرة الاحترافية
لعبت مع شيكاغو سكاي من سنة 2010 إلى 2014، ثم لعبت مع نادي غلطة سراي لكرة السلة للسيدات في موسم 2011–2012، ثم لعبت مع نيويورك ليبرتي في سنة 2015.

## روابط خارجية
- إبيفاني برينس على موقع الاتحاد الدولي لكرة السلة (الإنجليزية)
- إبيفاني برينس على موقع الاتحاد الوطني لكرة السلة النسائية (الإنجليزية)
- إبيفاني برينس على موقع كرة السلة الأوروبية.كوم (الإنجليزية)
- إبيفاني برينس على موقع كلية كرة السلة في سبورتس رفرنس.كوم (الإنجليزية)
- إبيفاني برينس على موقع بروبوليرز (الإنجليزية)
- إبيفاني برينس على موقع سبورتس رفرنس (الإنجليزية)